# 福田賢仁
福田 賢仁（ふくだ まさひと、マイキー（Mykey）、ゆめっち、1985年12月13日 - ）は日本のダンサー、振り付け師。2004年、日本大学第一高等学校卒。武蔵大学経済学部金融学科卒。ヒャダイン（前山田健一）、真野恵里菜、シクラメン、Milktubなどの、ライブの出演・振付や、PVなどの映像作品への参加もおこなっている。

## 来歴
大学時代、マイケル・ジャクソンに憧れて武蔵大学ジャズダンスサークルに入会。日々の授業やバイトの傍らダンスに打ち込み、大学4年時に芸能プロダクション「東宝芸能」に合格。エンターテイメントの現場でプロとして活動を始める。
大学卒業と同時に、舞浜エリアの有名テーマパークにてダンサーとして契約を結ぶ。様々なショーやステージで4年間活動する。
パークを退園後、ニューヨークに短期ダンス留学。帰国後、都内を中心にダンススタジオやフィットネスクラブにてダンスレッスンを始める。同時期にアーティストやイベントのバックダンサー、PV振付、アイドルグループのダンス講師、振付師としての活動を始める。
2013年埼玉県三芳町にてキッズダンスプログラムのインストラクターに就任する。生徒数は約90人、同年8月にキッズダンスサークル「NEXTBEAM」を立ち上げ、様々なダンスイベントに生徒を送りだす。

## 人物
日本人離れした顔の濃さにより、初対面では大体ハーフか外国人に間違えられる。更に幼少期は太っていたため、当時人気のある力士にちなみ「小錦」と呼ばれていた。
中学生の頃、ゲームセンターで流行っていた「ダンスダンスレボリューション」にハマる。音に合わせて踊る楽しさを知る。
自他共に認めるインドア派。テレビゲーム・漫画・映画・小説・アイドルが大好きで仕事として関われる現在の職業は天職だと公言している。ダンスをしていて一番良かった事は、「アニソンや声優ソングに振付できること」
楽曲の歌詞やメロディを解釈し、世界観を表現する振付が特徴。「ANIMAX MUSIX」にてヒャダインとmay'nに絶賛される。
人の名前を覚えるのがとても苦手で、何度も名前を聞いたりする。
バイクが大好きで、現在はHONDA FORZA Xに乗っている。

## 出演歴
- めざにゅ〜ライブ10th anniversary live@お台場合衆国 振付・出演
- ニッポン放送主催「こむちゃFES」 ダンサー出演
- ニッポン放送主催「アニメ紅白歌合戦」 振付・ダンサー出演
- エプソン品川アクアスタジアム「カラフルリズム」 MC・ダンサー出演
- DJ OZMA「SPIDERMAN」 PVダンサー
- ニコニコ超会議 ダンサー出演
- 大・天才てれびくん ダンサー出演
- お台場合衆国 MY BEAT STAGE「トリコの夏フェス」ダンサー出演
- ANIMAX MUSIX 2014＠横浜アリーナ ダンス振付
- Milktub＆airi LIVE TOUR 2014〜龍虎乱舞〜 ダンス振付
- LUVSLAZY＠渋谷DUO ダンサー出演

## 振付歴
- ヒャダイン（前山田健一）「ヒャダインのじょーじょーゆーじょー」
- 真野恵里菜「NEXT MY SELF」PV振付・ダンス指導
- 鉄道アイドル「ステーション♪」専属ダンス講師・PV振付
- Milktub「春夏冬ロックンロール」PV・ライブ振付
- ヒャダイン（前山田健一）楽曲振付多数（ゆめっち名義）

## 受賞歴
- 株式会社ランティス主催「カカカタ☆やってみたコンテスト」踊ってみた部門グランプリ
- ダンスコンテストDancer bird 09準グランプリ